# Hao Yan
Hao Yan es un químico nacido en China que recibió el Premio Feynman 2020 de Nanotecnología.

## Trayectoria
Hao Yan se graduó en la Universidad de Shandong y completó un estudio de doctorado en la materia en la Universidad de Nueva York, bajo la dirección de Nadrian Seeman en 2001. Yan comenzó su carrera como profesor asistente de investigación en la Universidad de Duke, antes de asumir un puesto de profesor asistente en la Universidad Estatal de Arizona en 2004. Fue ascendido a profesor titular en 2008. En 2012, Yan fue nombrado el primer Milton D. Cátedra Distinguida de Química y Bioquímica de Glick. Al año siguiente, Yan se convirtió en director del Centro de Diseño Molecular y Biomimetismo de la ASU, que más tarde se convirtió en el Centro de Biodiseño para el Diseño Molecular y la Biomimética.
En 2019, Yan fue clasificado como investigador muy citado por Web of Science,y elegido miembro de la Asociación Americana para el Avance de la Ciencia. Yan recibió el Premio Feynman 2020 de Nanotecnología por la categoría experimental.